# Theobald von Ostia
Theobald oder Thibaud und Thibault (* in Frankreich; † 4. November 1188 in Rom) war ein französischer Benediktiner (Cluniazenser) und Kardinal.
1162 ist er als Prior von Saint-Arnoul in Crépy-en-Valois nachgewiesen. Nur wenig später wurde er in Ordensangelegenheiten nach Sizilien und Konstantinopel gesandt. Um 1170 war er im Heiligen Land und verhandelte dort mit dem Bischof von Akkon über die Gründung eines Klosters oder Priorats in dessen Sprengel. Trotz der Zusage verzichtete er letztendlich zugunsten der Übernahme des Klosters Palmaria am See Genezareth. Nach der Rückkehr wurde er in den 1170er Jahren zum Abt von Saint-Basile in Reims gewählt, blieb aber auch Prior von Saint-Arnoul. 1179 wurde er zum Abt von Cluny und damit Generalabt des Cluniazenserordens gewählt. Vier Jahre später ernannte ihn Papst Lucius III. zum Kardinalbischof von Ostia e Velletri; daraufhin musste er auf die Abtei Cluny verzichten. Er unterschrieb päpstliche Privilegien vom 21. Mai 1184 bis 29. Oktober 1188. Zu Beginn 1187 wirkte er als päpstlicher Legat in Österreich, wo er am 31. Januar 1187 das Kloster Heiligenkreuz weihte.
Nach dem Tod Gregors VIII. am 17. Dezember 1187 wurde Theobald zum Papst gewählt, nahm aber diese Wahl nicht an. Papst Clemens III. wollte ihn im Herbst 1188 als Legat nach England schicken, um den Streit zwischen dem Erzbischof von Canterbury und den Mönchen von Christ Church zu schlichten. Theobald konnte jedoch dieser Mission nicht erfüllen, weil er schon am 4. November 1188 in Rom starb. Er wurde in der Basilika S. Paolo fuori le mura beigesetzt.